# Epuizare de stocuri

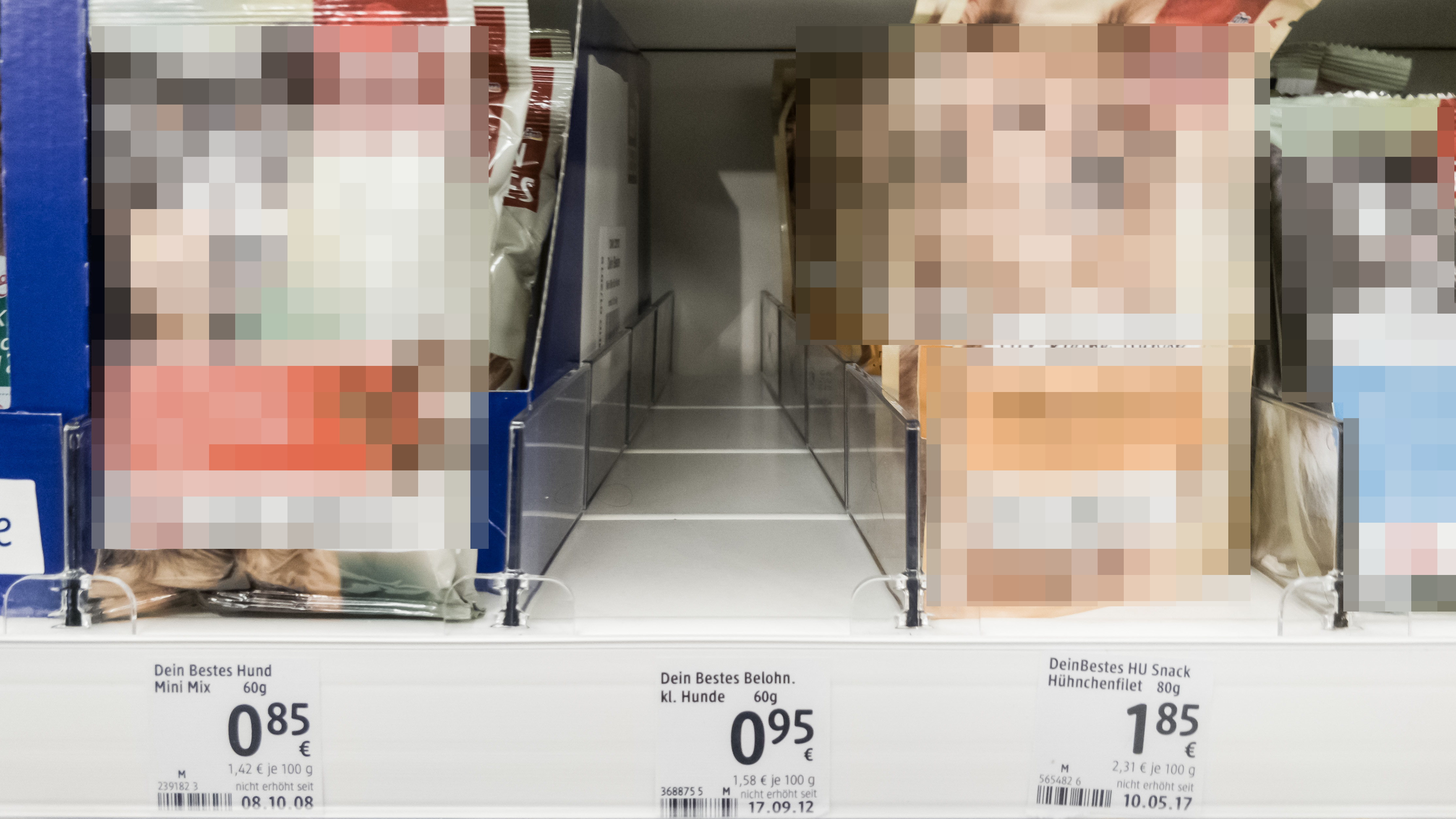
Stoc epuizat de mâncare pentru câini

Epuizarea stocurilor sau lipsa stocurilor (în engleză out-of-stock) are loc atunci când produsele dintr-un inventar s-au epuzat. În vreme ce epuizările de stocuri pot apărea pe parcursul întregului lanț de aprovizionare, tipul cel mai des întâlnit în vânzarea cu amănuntul este epuizarea stocurilor de bunuri de consum de mare rulaj  (de exemplu, dulciurile, scutecele și fructele). Epuizările de stocuri sunt opusul stocurilor excedentare, în cazul cărora rămân prea multe produse în inventar.

## Situația la nivel mondial
Potrivit unui studiu realizat de cercetătorii Thomas Gruen și Daniel Corsten, nivelul mediu global de epuizare a stocurilor din cadrul sectorului ce conține bunuri de mare rulaj destinate consumului atingea valoarea de 8,3 la sută în țările cu economie dezvoltată, în anul 2002. Astfel, cumpărătorii ar avea șanse de 42% să achiziționeze tot ce se află notat pe o listă de cumpărături cu zece articole, fără a fi puși în situația de a nu mai găsi pe stoc unul din produse. În ciuda inițiativelor care au ca scop îmbunătățirea colaborării dintre distribuitori și furnizorii lor, precum este strategia cunoscută sub numele de Răspuns eficient pentru consumator (REC), și a utilizării tot mai mari a unor noi tehnologii, cum ar fi identificarea prin frecvență radio (RFID) și analiza datelor legate de punctul de vânzare, în ultimele decenii, această situație a cunoscut un progres nesemnificativ.

## Cauze
Cercetările recente care se axează pe epuizarea stocurilor de mare rulaj sugerează faptul că operațiunile din magazine sunt fundamentale în scopul reducerii frecvenței fenomenului. Aproximativ între 70-90% din epuizările de stocuri sunt cauzate de practicile deficitare de reumplere a rafturilor, comparativ cu 10-30% care rezultă din lanțul de aprovizionare din amonte, precum deficitul de aprovizionare de la un furnizor. Această cunoaștere vastă le oferă comercianților posibilitatea de a îmbunătăți, prin măsuri interne, serviciul de disponibilitate a produselor aflate pe raft. Cu toate acestea, cauzele epuizării stocurilor trebuie înțelese în mod amănunțit.
Deficitul de capital circulant poate restrânge valoarea comenzilor ce pot fi plasate în fiecare lună. Acest lucru ar putea fi rezultatul slabei gestionări a fluxului de numerar sau alte probleme de inventar, cum ar fi prea mulți bani investiți în produse suplimentare comercializate în cantități mari.

## Răspunsul cumpărătorului
Epuizările de stocuri îi frustrează pe cumpărători și îi forțează să adopte o serie de măsuri pentru remedierea situației, care nu pot fi controlate de către vânzător. Înțelegerea modului în care reacționează consumatorii în aceste situații este, prin urmare, punctul de plecare pentru comercianții care doresc să își îmbunătățească disponibilitatea produselor din stoc.  Atunci când cumpărătorilor le este imposibil să găsească un articol pe care și-ar fi dorit să-l cumpere, aceștia ar putea schimba magazinele sau ar putea achiziționa alte produse în locul celor dorite inițial (ar putea să aleagă altă marcă, altă mărime sau altă categorie), să amâne achiziționarea lor sau să se hotărască să nu mai cumpere deloc produsul. Deși gravitatea acestor răspunsuri diferă, fiecare atrage după sine consecințe negative asupra comercianților. Epuizările de stocuri duc la pierderi de vânzări, nemulțumiri ale clienților, scăderea încrederii în vânzătorul produsului, pun în pericol încercările de comercilizare, și împiedică planificarea vânzărilor, deoarece înlocuirea produsului pe care aceștia aleg să îl cumpere în final ajunge să nu le satisfacă cererea inițială. Mai mult decât atât, sondajele de opinie ale cumpărătorilor arată că lipsa stocurilor este una dintre cele mai des întâlnite neplăceri ale cumpărătorilor. Cumpărătorii consumă destul de mult timp căutând și punând întrebări legate de articolele ce nu se află în stoc. Răspunsul clienților în această situație a fost analizat în strânsă legătură cu răspunsul cognitiv (de exemplu, disponibilitatea poduselor pe care ei o percep), cel afectiv (de exemplu, satisfacția pe care aceștia o simt când cumpără de la magazinul respectiv), cele ce țin de comportament (de exemplu, înlocuirea mărcii); toate acestea fiind puse cap la cap în virtutea efectelor pe care le are vânzarea produselor pe categorii. Studiile arată că lipsa stocurilor are legătură cu antecedentele mărcii (cum ar fi, echitatea acesteia), antecedentele legate de produs și categorie (nivelul hedonic),cele legate de magazin (de exemplu, orientarea în funcție de prețuri sau servicii), cele legate de cumpărător (de exemplu, vârsta acestuia) și antecedentele situaționale (de exemplu,cât de des achiziționăm anumite produse).

## Impact
În funcție de răspunsul cumpărătorului în ceea ce privește epuizarea stocurilor, atât producătorul cât și distribuitorul se confruntă cu diverse pierderi. Amândoi se confruntă cu o pierdere directă a potențialului de vânzare atunci când  consumatorul nu găsește produsul pe care îl caută, deoarece îl achiziționează de la alt magazin sau nu-l mai cumpără deloc. Mai mult decât atât, atunci când produsul este înlocuit, distribuitorul pierde și o parte suplimentară din potențiala vânzare, deoarece cumpărătorul, atunci când alege un alt produs, tinde să cumpere unul mai mic sau mai ieftin. În plus față de pierderile directe, atât distribuitorul cât și producătorul atrag costuri suplimentare pentru pierderile indirecte din cauza nemulțumirii clienților, ceea ce are ca urmare faptul că, în general, distribuitorii sau mărcile respective pierd din credibilitate. Atunci când lipsa stocurilor îl determină pe client să cumpere de la un alt magazin, acest lucru ar putea reprezenta ocazia de a încerca produse de la un alt magazin. Teoria comportamentului consumatorului susține faptul că experiența de care au parte clienții se desfășoară înaintea adoptării unei decizii, și, astfel, lipsa produselor i-ar putea determina nu mai aleagă niciodată magazinul respectiv. Atunci când epuizarea stocurilor are ca rezultat achiziționarea unui produs de la o marcă concurentă, această experiență ar putea schimba definitiv firma de la care cumpărătorul se aprovizionează. Rezultatele cercetării indică faptul că vânzătorul cu amănuntul pierde în mod normal aproximativ 4 la sută din vânzări din cauza faptului că are produse care sunt indisponibile momentan. O pierdere în vânzări de 4 la sută se traduce prin câștigul acumulat la fiecare pierdere a acțiunii de aproximativ 0.012 dolari (1,2 cenți) în cazul mediei de firmă din sectorul de vânzare a produselor alimentare, în care câștigul mediu pe acțiune este deja de aproximativ 0.25 dolari (25 centi) pe an.

## Identificarea și reducerea lipsei de stocuri în cadrul comerțului cu amănuntul
Identificarea nivelului de stocuri poate reduce lipsa stocurilor. O metodă tradițională este aceea de a realiza un manual de audit al magazinului și de a căuta în mod automat "spațiile goale" pe pe rafturi. Datorită vitezei diferite cu care se vând produsele și a revizuirii programelor de lucru, eficiența  auditurilor ce se desfășoară în mod automat atunci când stocurile sunt epuizate depinde foarte mult de frecvența, de durata lor, și de evitarea greșelilor de numărare făcute de către oameni. A doua metodă face uz de informații legate de locul unde se vând produsele sau, mai precis, de cele ce vizează detalii privind procesul de cumpărare în cadrul comerțului cu amănuntul. Bazându-se pe informații legate de vânzările precedente, perioada de latență dintre vânzări este văzută ca punct de reper ce indică măsura în care un articol se găsește pe raft. Folosirea acesteia este de preferat atunci când analizăm articole care se vând repede, cum ar fi sucurile la doză. Epuizările de stocuri mai  pot fi detectate prin utilizarea datelor de inventar, în funcție de exactitatea lor. În cele din urmă, mai multe aparate; cum ar fi cele de identificare prin frecvență radio (RFID), de separare a produselor pe raft sau senzorii de greutate și lumină, pot fi folosite.  Aceste aparate nu au fost totuși concepute până în prezent să monitorizeze starea în care se află produsele oferite spre vânzare (de exemplu, etichetele intacte).